# República del Congo en los Juegos Olímpicos de Atenas 2004
La República del Congo estuvo representada en los Juegos Olímpicos de Atenas 2004 por cinco deportistas, dos hombres y tres mujeres, que compitieron en cuatro deportes.
El portador de la bandera en la ceremonia de apertura fue el nadador Rony Bakale. El equipo olímpico congoleño no obtuvo ninguna medalla en estos Juegos.